# آردینه (گیاه‌شناسی)

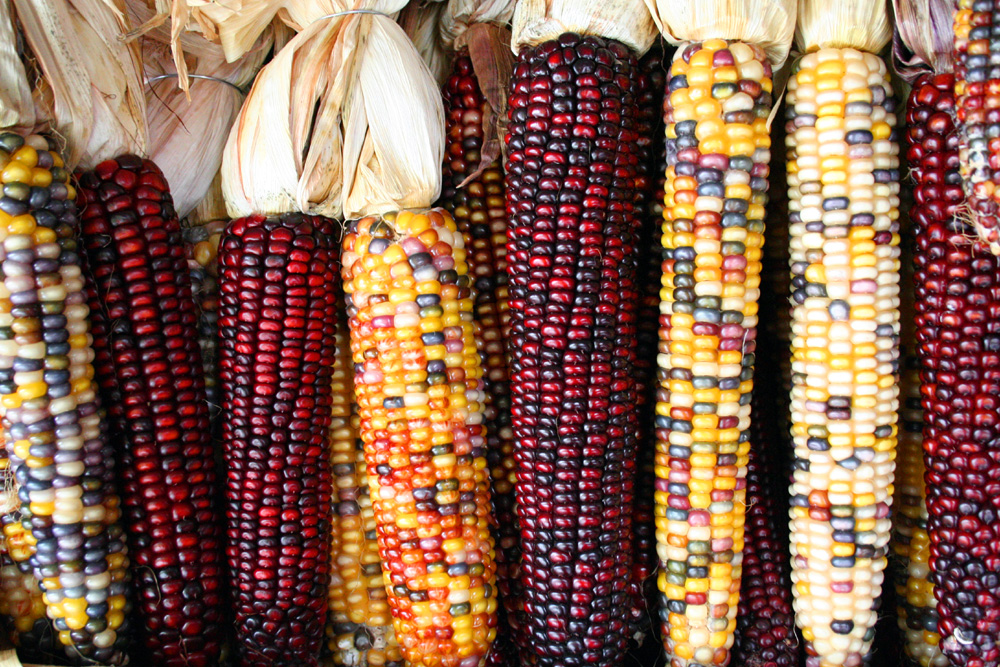
ذرت چند رنگ برخی از رنگدانه‌های خود را در لایه آردینه دارد.

آردینه (انگلیسی: Aleurone)، (یونانی، aleuron، آرد) پروتئینی است که در دانه‌های پروتئینی بذرها و تجه‌های بالغ یافت می‌شود. این اصطلاح همچنین یکی از دو نوع سلول اصلی درون‌دانه، لایه آردینه را توصیف می‌کند. لایه آردینه بیرونی‌ترین لایه درون‌دانه است و پس از آن درون‌دانه نشاسته‌ای داخلی قرار دارد. این لایه از سلول‌ها گاهی به‌عنوان درون‌دانه محیطی نامیده می‌شود. بین پریکارپ و لایه هیالین درون‌دانه قرار دارد. برخلاف سلول‌های درون‌دانه نشاسته‌ای، سلول‌های آردینه در زمان بلوغ زنده می‌مانند. پلوئیدی آردینه (۳n) در نتیجه باروری دوتایی است.

## ویژگی‌ها
لایه آردینه بافت درون‌دانه بذرهای چمن را دربر گرفته و از نظر ریخت‌شناسی و بیوشیمیایی از آن متمایز است. سلول‌های درون‌دانه نشاسته‌ای، سلول‌های بزرگ و با شکل نامنظم هستند و دارای دانه‌های نشاسته هستند، در حالی که سلول‌های آردینه مکعبی شکل هستند و دارای دانه‌های آردینه هستند. در اکثر غلات کشت شده (گونه‌های گندم، چاودار، جو، برنج و ذرت) آردینه تک‌لایه است، در حالی که جو دارای یک لایه آردینه چندسلولی است. دیواره‌های سلولی اولیه ضخیم سلول‌های آردینه را محصور کرده و از آنها محافظت می‌کند.
لایه آردینه هم برای بذر در حال رشد و هم برای گیاه بالغ مهم است. بافت آردینه مقدار زیادی روغن و لیپید را جمع می‌کند که در طول رشد بذر مفید هستند. همچنین محل ذخیره مواد معدنی است و در برخی گونه‌ها در خواب بذر عمل می‌کند. آردینه همچنین ممکن است چندین پروتئین محافظ پاتوژن از جمله پی‌آر-۴ (PR-4) را بیان کند. آردینه همچنین به‌عنوان مفیدترین بخش غذایی در بسیاری از سبوس‌ها عمل می‌کند. علاوه بر این، بافت آردینه دارای واکوئل‌های ذخیره‌سازی پروتئین زیادی است که به‌عنوان اجسام پروتئینی شناخته می‌شوند. در غلات با درون‌دانه نشاسته‌ای، آردینه حاوی حدود ۳۰ درصد از پروتئین‌های هسته است. در ذرت چند رنگ، رنگدانه‌های آنتوسیانین در لایه آردینه به دانه‌ها رنگ تیره و سیاه‌آبی می‌دهد.
پروتئین‌های آردینه می‌توانند دو ویژگی ریخت‌شناسی متفاوت داشته باشند، همگن و ناهمگن. آردینه همگن از اجسام پروتئینی مشابه (مانند لوبیا) تشکیل شده‌است در حالی که آردینه ناهمگن از دانه‌هایی با شکل‌ها مختلف و انواع پروتئین‌های پوشیده شده با یک غشاء تشکیل شده‌است (برای نمونه کرچک).

## توسعه
توسعه لایه آردینه شامل چندین تقسیم سلولی پریکلینال (periclinal) و ضدکلینال (anticlinal) و چندین مرحله تنظیم ژنتیکی است. ژن dek1 و crinkly4 (cr4) کیناز هر دو به‌عنوان تنظیم‌کننده‌های مثبت سرنوشت سلول‌های آردینه عمل می‌کنند. ژن dek1 طبیعی به‌منظور دریافت و پاسخ به نشانه‌های موقعیتی که سرنوشت سلول‌های آردینه را در طول تکامل تعیین می‌کند، مورد نیاز است.
جهش‌های ژن dek1 تشکیل آردینه را مسدود می‌کنند و سبب می‌شوند تا سلول‌ها به‌جای سلول‌های آردینه به‌صورت سلول‌های درون‌دانه نشاسته‌ای رشد کنند. این باعث می‌شود بذر بدون لایه آردینه باشد. این جهش در اثر قرار دادن ترانسپوزون Mu در ژن dek1 ایجاد می‌شود که سبب عملکرد نادرست آن می‌شود. با این حال، این ترانسپوزون ممکن است گاهی خود را از ژن حذف کند و عملکرد dek1 را بازیابی کند. آزمایش‌ها در این زمینه به نشان دادن این نکته کمک کردند که نشانه‌هایی که موقعیت آردینه را تعیین می‌کنند، هنوز در مراحل بعدی رشد وجود دارند و سلول‌های آردینه هنوز به این نشانه‌ها پاسخ می‌دهند.
مشابه جهش dek1، ژن‌های دارای جهش در ژن cr4 نیز سبب تغییر در سرنوشت سلول‌های آردینه می‌شوند. ژن cr4 یک گیرنده کیناز را کد می‌کند و بنابراین در مسیرهای انتقال سیگنال که سرنوشت سلول‌های آردینه را درگیر می‌کند، نقش دارد. گیاهان با ژن cr4 جهش‌یافته کوتاه‌تر از حد طبیعی هستند و برگ‌های چروکیده تولید می‌کنند.
علاوه بر این، چندین هورمون بر رشد لایه آردینه تأثیر می‌گذارند، از جمله اکسین، سیتوکینین، آبسیزیک اسید و جیبرلیک اسید. اکسین و سیتوکینین در مراحل اولیه رشد آردینه نقش دارند. بلوغ آردینه توسط آبسیزیک اسید ترویج می‌شود در حالی که جوانه‌زنی توسط جیبرلین ترویج می‌شود.

## کارکرد
لایه آردینه عملکردهای مختلفی را برای کمک به حفظ رشد مناسب بذر انجام می‌دهد. یکی از نمونه‌های آن حفظ پی‌اچ پایین در آپوپلاست است. در غلات، لایه آردینه اسیدهای آلی و فسفریک را آزاد می‌کند تا پی‌اچ درون‌دانه را بین ۳٫۵ تا ۴ نگه دارد. در گیاه جو، لایه آردینه نیز نیتریت را در درون‌دانه نشاسته‌ای و آپوپلاست در شرایط بی‌هوازی آزاد می‌کند. علاوه بر این، اگرچه عملکرد نامشخص است، اما کلاس خاصی از هموگلوبین‌ها در لایه بیرونی سلول‌های زنده از جمله بافت آردینه در بذرهای جو و برنج وجود دارد.
در طول جوانه‌زنی بذر، جنین گیاه هورمون جیبرلین را تولید می‌کند که سلول‌های آردینه را تحریک می‌کند تا α-آمیلاز را برای هیدرولیز نشاسته، پروتئازها و پروتئین‌های ذخیره به داخل درون‌دانه آزاد کنند. شواهدی مبنی بر نقش پروتئین‌های جی (G) در رویدادهای سیگنال‌دهی جیبرلین به‌دست آمده‌است. تجزیه درون‌دانه نشاسته‌ای، قندهایی را برای رشد ریشه‌ها و جوانه‌اولیه (Acrospire) فراهم می‌کند. این آزاد شدن آمیلاز به‌عنوان مهم‌ترین و تنها عملکرد لایه آردینه در نظر گرفته می‌شود. این اثر توسط هورمون گیاهی آبسیزیک اسید مهار می‌شود که بذر را خفته نگه می‌دارد. پس از تکمیل این عملکرد، سلول‌های آردینه در بذر در حال رشد دچار آپوپتوز می‌شوند.
آزمایش‌های انجام‌شده در دهه ۱۹۶۰ تأیید کرد که برای اینکه لایه آردینه آنزیم‌های تجزیه‌کننده نشاسته ترشح کند، جنین باید وجود داشته باشد. پس از برداشتن جنین، آنزیم‌های تجزیه‌کننده نشاسته آزاد نشدند و هیچ تخریبی در بافت نشاسته رخ نداد. اثر جیبرلین روی آردینه در آبجوسازی استفاده می‌شود، به‌ویژه در تولید مالت جو که در آن درمان تضمین می‌کند که دسته‌ای از بذرهای جو به‌طور یکنواخت جوانه می‌زنند.